# Olacaceae
Famille
Classification APG III (2009)
La famille des Olacacées regroupe des plantes dicotylédones. Elle comprend 250 espèces réparties en 25 genres.
Ce sont des arbres, des arbustes ou des lianes, certains parasitant les racines de leurs hôtes, des régions subtropicales à tropicales.
Les fruits du genre Ximenia sont comestibles.

## Étymologie
Le nom vient du genre type Olax, mot latin pour « odeur, odorant », en référence au bois parfumé de cette plante.

## Classification
Les sites web Angiosperm Phylogeny Website et Parasitic Plant Connection [9 fév 2008] se proposent de recenser les familles nouvelles. Par exemple, le genre Schoepfia est élevé au rang de famille : Schoepfiaceae

## Liste des genres
Selon NCBI (29 avr. 2010) :
- genre Anacolosa
- genre Aptandra
- genre Cathedra
- genre Chaunochiton
- genre Coula
- genre Curupira
- genre Diogoa
- genre Dulacia
- genre Engomegoma
- genre Harmandia
- genre Heisteria
- genre Maburea
- genre Malania
- genre Minquartia
- genre Ochanostachys
- genre Octoknema
- genre Okoubaka
- genre Olax
- genre Ongokea
- genre Phanerodiscus
- genre Ptychopetalum
- genre Scorodocarpus
- genre Strombosia
- genre Strombosiopsis
- genre Tetrastylidium
- genre Ximenia

Selon Angiosperm Phylogeny Website (21 mai 2010) :
- genre Anacolosa
- genre Aptandra
- genre Brachynema
- genre Cathedra
- genre Chaunochiton
- genre Coula
- genre Curupira
- genre Diogoa
- genre Douradoa
- genre Dulacia
- genre Erythropalum
- genre Harmandia
- genre Heisteria
- genre Malania
- genre Minquartia
- genre Ochanostachys
- genre Octoknema
- genre Olax
- genre Ongokea
- genre Phanerodiscus
- genre Ptychopetalum
- genre Schoepfia
- genre Scorodocarpus
- genre Strombosia
- genre Strombosiopsis
- genre Tetrastylidium
- genre Ximenia

Selon DELTA Angio (29 avr. 2010) :
- genre Anacolosa
- genre Aptandra
- genre Brachynema
- genre Cathedra
- genre Chaunochiton
- genre Coula
- genre Curupira
- genre Diogoa
- genre Douradoa
- genre Dulacia
- genre Harmandia
- genre Heisteria
- genre Malania
- genre Minquartia
- genre Ochanostachys
- genre Olax
- genre Ongokea
- genre Phanerodiscus
- genre Ptychopetalum
- genre Schoepfia
- genre Scorodocarpus
- genre Strombosia
- genre Strombosiopsis
- genre Tetrastylidium
- genre Ximenia

Selon ITIS (29 avr. 2010) :
- genre Ongokea Pierre
- genre Schoepfia Schreb.
- genre Ximenia L.